# ラインホルト・ブッシュ
ラインホルト・ブッシュ（Reinhold Busch 1942年 - ）はドイツの医師であり歴史家。
ドイツ国防軍の医療サービスの歴史の専門家である彼は、この主題に関する本を数冊出版している 。

## 経歴
1942年にドイツ併合中のロレーヌ地方メスで生まれた。アビトゥーア合格後、ボンとウィーンで医学を学んだ。1967年、ボンで卒業。医師として兵役に就いた後、ハンブルクで熱帯医学を学んだ。
1972年から1975年まで、アフリカのリベリアとザンビアで医師として勤務した。
ハーゲンに戻って医学を修めた後、1988年に哲学と歴史学の勉強を再開した。1990年にスモレンスクを訪れたことがきっかけで、故郷のハーゲンとスモレンスクの姉妹提携を提案することになった。1995年以来、ラインホルト・ブッシュは第二次世界大戦中のドイツ国防軍の医療サービスに関する研究を続け、数多くの出版物を執筆・編集している。

## 著書
- Verstreut über alle fünf Kontinente : Das Schicksal der jüdischen Familie Rosenthal aus dem Ruhrgebiet（五大陸に散らばる：ルール地方出身のユダヤ人ローゼンタール家の末路）、Tredition GmbH、ハンブルク、2018年、ISBN 9783746951614
- Das Schicksaljüdischer Familien aus Hagen ：Dokumentation der Enteignung und Vertreibung von jüdischen Ärzten und Zahnärzten und der Ermordung ihrer Angehörigen（ハーゲン出身のユダヤ人家族の運命：ユダヤ人医師・歯科医師の強制収用・追放とその親族の殺害に関する文書）、Verlag Frank Wünsche 、ベルリン、2015年、ISBN 9783933345363
- Survivors of Stalingrad : eyewitness accounts from the Sixth Army, 1942 - 1943（スターリングラードの生存者 ：第6軍の目撃証言 1942 - 1943）、Frontline Books、ロンドン、2014年、ISBN 9781848327665
- Stalingrad : der Untergang der 6. Armee ; Überlebende berichte（スターリングラード：第6軍壊滅；生存者の証言）、Ares-Verlag、グラーツ、2012年、ISBN 9783902732057
- Untersuchungen zur 24h-QT-AnalyseundHerzfrequenzvariabilitätimakutenMyokardinfarkt（急性心筋梗塞における24h-QT解析と心拍変動に関する研究）、ハイデルベルク、2000年。
- Die Ureterocysteostomy（尿管結石症）、ボン、1970年

### 編著
- Die Ärzte von Stalingrad; Stalingrad: zurück aus der Hölle : 25 Stalingrad-Ärzte berichten vom langsamen Sterben der 6. Armee im Kessel und in der Gefangenschaft（スターリングラード：地獄からの生還(第3巻/全3巻） スターリングラードの医師たち；25人のスターリングラード軍医が語る、包囲の中で、そして捕虜となってからも、ゆっくりと死んでいく第6軍）、Verlag Frank Wünsche 、ベルリン、2006年、ISBN 9783933345264